# Jan Ceulemans
Jan Ceulemans (ur. 28 lutego 1957 w Lier) – belgijski piłkarz, grający na pozycji ofensywnego pomocnika, obecnie trener piłkarski zdobywca wicemistrzostwa Europy na Mistrzostwach Europy 1980 i czwartego miejsca na Mistrzostwach Świata 1986.
Ceulemans rozpoczynał swoją karierę piłkarską w klubie Lierse SK, grającym w Eerste Klasse w roku 1974. W zespole z rodzinnego miasta grał do roku 1978, kiedy to został zakupiony przez potentata belgijskiej piłki Club Brugge. Klub z Brugii był jego drugim i ostatnim klubem w karierze, którą zakończył w 1992 roku z powodu kontuzji kolana. W reprezentacji Belgii zadebiutował w roku 1977 w meczu z Holandią. Z drużyną narodową grał na dwóch Mistrzostwach Europy, w 1980 i 1984 roku oraz na wszystkich Mundialach lat 80. i w roku 1990. W reprezentacji rozegrał 96 meczów i zdobył 23 bramki, m.in. w meczu o trzecie miejsce na Mundialu 1986 z Francją. Po zakończeniu kariery piłkarskiej zajął się trenowaniem. Pracował w zespole Eendracht Aalst od 1992 roku. Z drużyną awansował do Eerste Klasse, a później nawet do Pucharu UEFA. W 1998 roku przeniósł się do KVC Westerlo, z którym także zakwalifikował się do Pucharu UEFA. W 2005 roku został trenerem mistrza Belgii, swojego dawnego klubu Club Brugge, z którym podpisał 3-letni kontrakt. Z powodu niesatysfakcjonujących rezultatów został jednak zwolniony w kwietniu 2006. W 2007 roku ponownie objął posadę trenera KVC Westerlo.
Pelé umieścił go na liście najlepszych piłkarzy z okazji 100-lecia FIFA (lista FIFA 100).